# Абрамовичи
Абрамо́вичи или Абрага́мовичи (пол. Abramowicz, Abrahamowicz) — дворянский род.
Родоначальником был Абрам Мацкевич, державца видзовский, который в начале XVI века получил от епископа виленского Яна подтверждение на четыре волоки земли в Дубровно около Лиды. Род пресёкся в 1867 году.
- Абрам Мацкевич
  - Ян (ум. 19 апреля 1602) — государственный деятель Великого княжества Литовского, воевода минский, после смоленский.
    - Николай (1590-е — 1651) — генерал артиллерии, дипломат.
      - Самуэль Андрей (1617—1663) — староста стародубский с 1647 года.
      - Станислав — староста булаковский.
      - Екатерина — жена Мацея Михаила Францкевича-Радзиминского.

  - Якуб.
  - Юзеф Ждан.

В XVIII столетии члены этого рода носят фамилию Абрамовичей, и партией Чарторыжского оттесняются от влияния на политику Великого княжества Литовского.
Абрамовичи внесены в VI часть родословных книг Виленской, Ковенской и Минской губерний.